# Георги Петров (адвокат)
Вижте пояснителната страница за други личности с името Георги Петров.
Георги Петров Драгиев е деец на БКП, адвокат и прокурор, главен народен обвинител към Народния съд.

## Биография
Роден е 2 август 1891 г. в Стара Загора. След завършване на градската гимназия работи като учител в харманлийските, бургаските и старозагорските села. От 1909 г. членува в БРСДП (обединена) в крилото на Никола Харлаков. През 1912 г. напуска учителстването. През 1914 г. постъпва в Юридическия факултет на Софийския университет, но през 1915 г. прекъсва образованието си и става курсант в ШЗО. По време на Първата световна война е взводен командир в 12-и пехотен полк на Битолския фронт. Завършва юридическото си образование през 1921 г. почти без да е следвал, тъй като държавата признава на всички мобилизирани студенти военните години за следване. Изкарва съкратен адвокатски стаж.
От 1920 г. е секретар на Окръжния комитет на БРСДП (об). На следващата година започва практика като адвокат в Стара Загора, където живее до 1941 г. Взема участие в Септемврийското въстание от 1923 г., поради което е арестуван и затворен; амнистиран е през 1924 г. През 1929 г. става защитник на 52-ма подсъдими комунисти.
През 1944 – 1945 г. е главен народен обвинител към т.нар. Народен съд, назначен и за отговорник на организацията и провеждането на процесите.
На другия ден след прочитането на присъдите той заявява по радиото:
„Народните представители, които не са получили смъртни присъди, могат повторно да бъдат съдени и подведени под отговорност от „местните народни обвинители“ и съответно съдени в избирателните им райони, като могат да получат смъртни присъди.“
Неговата оценка за действията на Народния съд, след като изброява присъдите и разстрелите, е следната:
„Примерът, който даде Нашият Народен съд, остава и ще остане ненадминат в международен мащаб, ще остане да блести като една скъпоценна корона в историята на нашия героичен народ.
Безспорно този резултат се дължи на нашата героична Партия, която пое тази акция почти изцяло в свои ръце и даде една здрава организация на това голямо народно дело.“ 
В отчета си – доклад пред ЦК на БРП (к) той се възмущава, че в Югославия, Румъния, Унгария, Полша и Чехословакия „народните акции“ са били компрометирани от меките присъди и се гордее:
„Народните съдилища в никоя страна няма да достигнат тези постижения, които безспорно зарегистрира българският народен съд. <...> Ето къде трябва да бъде нашата гордост национална!“ 
Присвоява си апартамента от 143 кв. м на подполковник Илия Йончев, чиято смъртна присъда Петров лично подписва.
През 1946 година Георги Петров става председател на Славянския комитет в България. В периода 1946 – 1948 г. е председател на Висшия адвокатски съвет. Между 1952 и 1954 г. е посланик на България в Полша.
Умира на 31 декември 1959 г. в София.